# 樂樂谷溫泉
樂樂谷溫泉位於臺灣南投縣信義鄉，分布於八通關古道下的陳有蘭溪溪谷中，依地質分類屬於雪山山脈帶的變質岩溫泉，衛星定位約海拔1302公尺。
樂樂是布農族的語言，其意思就是溫泉。
八通關也是布農族的語言，其意思指的就是玉山這一帶的山區。

## 泉質
溫泉水溫約42-80℃，酸鹼值約pH7.5-8.5，含碳酸氫根離子約248ppm，硫酸根離子約29.2ppm，屬於弱鹼性硫酸鹽碳酸氫鈉泉。

## 歷史
樂樂谷溫泉舊名拉庫拉庫溫泉，1980年代有人在此開設山莊經營，1985年後，溫泉範圍歸屬玉山國家公園管理處管轄。